# Valaskjalf
Valaskjalf (fvn Valaskjálf eller Válaskjálf) är en av de gudaboningar i nordisk mytologi som omtalas i eddasången Grímnismál, och som där sägs vara ytterst gammal – den byggdes redan i urtiden (í árdaga). Valaskjalf är också den enda, av de i dikten nämnda boplatserna, som inte tillskrivs någon namngiven gud. I strofens början förekommer uttrycket blíð ręgin (”blida gudamakter”), vilket tycks syfta på vanerna, men i strofens sista rad nämns en okänd as (ǫ́ss).
Valaskjalf omtalas också av Snorre Sturlasson i sjuttonde kapitlet av Gylfaginning, där han på prosa beskriver gudarnas bostäder. Snorre påstår där att Valaskjalf tillhör Oden, men eftersom hans enda källa tycks ha varit Grímnismál, där detta inte nämns, har flera mytforskare ifrågasatt hans tolkning.

## Källtexterna

### Grímnismál
Huvudkällan är Grímnismál, strof 6.
| En tredje är den gård, där goda makter med silver salarna täckt; Valaskjalv den heter, som vist åt sig asagud i urtiden byggt. Erik Brate, 1913. | I gården tredje goda gudar täckte med silver taken; Vålaskjalf heter den, vunnen med list av Asen i urtid forn. Åke Ohlmarks, 1965. | Bœr ’s hinn þriði, es blíð ręgin silfri þǫkðu sali; Valaskjǫlf hęitir, es vélti sér ǫ́ss í árdaga. Finnur Jónssons normalisering, 1932. |  |

Ordet vélti betyder ”indrettede med kunst”, förklarar Finnur Jónsson, men betydelsefältet innefattar nog också ”skarpsinne” och ”list”. Hos Brate och Ohlmarks har detta lett till skilda tolkningar.

### Gylfaginning
I sjuttonde kapitlet av Gylfaginning har Snorre Sturlasson följande att säga om Valaskjalf:
| En väldig sal är där som heter Valaskjalf, och den äger Odin; den byggdes av gudarna som lade dess tak med skirt silver, och i den salen är Hlidskjalf, som är högsätets namn. När Allfader sitter i det sätet, då ser han ut över alla världar. Översättning: Åke Ohlmarks, 1964. | Þar er enn mikill staðr er Valaskjálf heitir. Þann stað á Óðinn. Þann gerðu guðin ok þǫkðu skíru silfri, ok þar er Hliðskjálfin í þessum sal, þat hásæti er svá heitir. Ok þá er Alfǫðr sitr í því sæti þá sér hann of allan heim. Normalisering: Anthony Faulkes. |  |

Uppsala-Eddan (DG 11 4to) har ungefär samma text, men påståendet ”och den äger Odin” saknas.

## Tolkningar
Källorna ger ingen vägledning huruvida första stavelsen i namnet skall skrivas med kort eller lång vokal. Vi vet alltså inte om ordet skall läsas Valaskjálf eller Válaskjálf, vilket ger olika betydelser.
Finnur Jónsson ansåg att namnet borde översättas ”de stupades hall” av vala-, som är ett pluralt genitiv av valr (”de fallna krigarna”) och skjálf (äldre skjǫlf) som han fritt översatte ”hall”. Ordet blir då ”ganske identisk med Valhǫll”, det vill säga Valaskjalf blir med denna läsning bara ett annat namn på Valhall.
Förklaringen har dock vissa problem. Om Valaskjalf och Valhall är samma plats kan man fråga sig varför Valaskjalf nämns som den tredje gudaboningen medan Valhall i samma dikt sägs vara den femte. Så här lyder strof 8:
| Vid Glansheim, den femte, guldskimrande vida Valhallen ståndar, dit Roparn [=Oden] hämtar var rodnande dag män som för svärd segnat. Åke Ohlmarks, 1965. | Glaðshęimr hęitir hinn fimti þars hin gollbjarta Valhǫll víð of þrumir; ęn þar Hroptr kýss hvęrjan dag vápndauða vera. Finnur Jónssons normalisering, 1932. |  |

Finnur Jónssons enda förklaring är att strof 8 skulle kunna vara ett senare tillägg.

### Ortnamn
Ändelsen -skjalf förekommer i ortnamn i både Sverige, Norge, England (-scylf, -scylfe) och på Island. Tidiga forskare såg här ett samband med den svenska skilfingaätten, eftersom skjálf antogs vara det stamord från vilket Skilfingr är avlett. Ordet skilfingr kunde då betyda ”han som sitter i skjálf, i högsätet”. Filologen Magnus Olsen har särskilt uppmärksammat några av de norska skjálf-namnen, vilka han ansåg syfta på förkristna kultplatser. Valaskioll – väl ett ursprungligt Valaskjalf – är det gamla namnet på Tune prästgård i Østfold, och här kan man tänka sig att namnet röjer en gammal kultplatskontinuitet. I Botne i Vestfold ligger ett Viskjøl, vars namn Olsen härledde från ett tänkt Vidarsskjalf, och i Vang i Hedmark finns ett Virsu, som tros ha varit ett Vidarshof. Båda ändelserna -skjálf och -hof pekar mot att namnen är vikingatida och att det har rört sig om kultplatser. Magnus Olsen antog att de gudomar som givit namn åt dessa platser var Odens söner Vale (Váli) och Vidar (Víðarr). Båda dessa gudar är dock endast sparsamt nämnda i källorna. Deras enda uppgift tycks ha varit att utkräva hämnd i gudavärlden. Vale var Balders hämnare och Vidar var utsedd att hämnas Oden sedan denne hade fallit i Ragnarök. Men båda bröderna var framtidsgudar; de var förutspådda att överleva världsundergången för att härska i den nya värld som skall följa efter den gamla.
Slutligen kan nämnas att den tolfte gudaboningen i Grímnismál heter Viði och ligger i Víðars land (strof 17). Eftersom Vidar har en boplats i himlen vore det kanske inte orimligt att också brodern Vale skulle ha det. Magnus Olsen antog därför att Valaskjalf – som då bör stavas Válaskjálf – var guden Vales bostad. Problemet är bara att då blir antalet gudaboningar tretton, men de skulle ha varit tolv.

### Frejskulten
I en ofta citerad studie i ANF 1960 lyckades antropologen Vilhelm Kiil göra sannolikt att hliðskjálf och seiðhjallr var i det närmaste synonyma begrepp. (Med seiðhjallr menas det säte där völvan brukade sitta då hon sejdade.)
Valaskjálf tycks ha varit benämning på den kultbyggnad där sejd bedrevs. Beträffande detta ord menade Kiil att det bör ha uttalats med kort inledande vokal, eftersom Snorre kopplade namnet till Oden och Valhall, vilket skulle ha varit omöjligt om uttalet hade varit vála-. Därmed bortfaller guden Váli som tänkbar ägare till anläggningen. I stället antog Kiil att förledet vala- var genitiv singular av ett svagböjt vali med betydelsen ”dvala, dödsliknande tillstånd”. Ordets slutled -skjálf har brukat förklaras betyda en upprest träställning av något slag; en estrad eller ett podium. Ett valaskjálf har alltså varit en kultisk inrättning, som vid dödsfall kan ha tjänat som likpodium där den döde vilade i väntan på högläggning, men som framför allt kan ha varit den kraftladdade orakelplats där sejdkvinnan satt då hon sökte kontakt med andevärlden.
Frågan är då vilken gud som troddes ha haft sin bostad i Valaskjalf. Kiil ansåg att det framgår ur Grímnismáls disposition. De tolv gudaboningarna räknas i dikten upp i stroferna 4–17. Först kommer Tors bostad i Þrúðheim; senare omtalas även hans hall Bilskirnir. Som nummer två kommer Ulls boning i Ýdalir, men tydligen var redan på vikingatiden så litet känt om Ull att det bara räckte till en halvstrof. Strofen fortsätter därför med Frejs boning i Alfheim, vilken är den tredje boningen – och det är enda gången i Grímnismál som två gudaboningar nämns i samma strof. Halvstrofen lyder: ”Alfheim gavs i urtiden till Frej av de andra gudarna som tandgåva”. (Alfheim Frey gáfu í árdaga tívar at tannféi.) Berättelsen fortsätter i nästa strof: ”Denna gård är den tredje där blida gudar täckte långhusets tak med silver. Den heter Valaskjalf,” och så vidare. Det är alltså Frej som bor på Valaskjalf i Alfheim. Kiil menade också att Valaskjálf bör ha varit ett mycket passande namn på Frejs bostad. Man bör här hålla i minne att Frej var en dödsgud i samma utsträckning som Oden. ”Et slikt namn Valaskjalf, om de dødes opphaldsstad, ville høve godt som namn på dødsguden Frøys sal, der de sæle [=sälla, saliga] døde, alfar, holdt til hos sin herre.”
Problemet är bara ordet ”as” (ǫ́ss) i strofens sista rad. Kiil översätter det ”guden”, och det kan ju vara så att diktaren inte gjort någon större åtskillnad mellan asar och alver. Uttrycket ǫ́sum ok ǫlfum (strof 4) tycks visa detta.

## Sammanfattning
Det är tre möjliga ägare till gudaboningen Valaskjalf som har varit på förslag: 
1. Oden – men då blir fastigheterna nr 3 och 5 identiska.
2. Vale – men då får vi 13 gudaboningar, där det skulle ha varit 12.[d]
3. Frej – det är den lösning som bäst verkar stämma med vad som faktiskt står i Grímnismál.

Samtidigt måste det sägas att den slutprodukt av Grímnismál, som vi känner, skiljer sig ganska mycket från hur dikten ursprungligen kan ha sett ut. Finnur Jónsson ansåg exempelvis att stroferna 11–17 var senare interpolationer, men om dessa toges bort som ”oäkta” blir det inte många gudaboningar kvar.